# Harald Wanhöfer
Harald Wanhöfer (* 30. Juni 1960 in Starnberg) ist ein deutscher Jurist. Er ist seit Mai 2016 Präsident des Landesarbeitsgerichts München.

## Leben und Wirken
Wanhöfer war nach Abschluss seiner juristischen Ausbildung seit 1989 als Akademischer Rat beim Institut für Handels-, Wirtschafts- und Arbeitsrecht der Universität München tätig. 1992 wechselte er in das Bayerische Arbeitsministerium. Am 1. September 1996 wurde er zum Richter am Arbeitsgericht München ernannt. Ab 2003 war er dort als aufsichtführender Richter tätig. Am 1. November 2006 wechselte er als Vorsitzender Richter an das Landesarbeitsgericht München. Dort war er seit 2014 Vizepräsident des Landesarbeitsgerichts. Am 4. Mai 2016 wurde er zum Präsidenten des Landesarbeitsgerichts München ernannt. Wanhöfer ist promoviert.